# Danmarks runeindskrifter 5
DR 5 är en nu försvunnen medeltida dörr med beslag av järn i Slesvig, Stadt Schleswig.
Första gången är inskriptionen omnämnd i Henrik Ranzaus "Cimbricae Chersonesi descriptio nova" skriven 1597, men publicerad för första gången i 1739. Inskriptionen fanns på dörren till kapitelsalen i Schleswigs domkyrka. Omkring 1800 flyttades dörren till domkyrkans tidigare kanikernas sakristia. Dörren försvann under en restaurering i 1848.

## Inskriften
Translitterering av runraden:
[æfli me -esit]
Normalisering till latin:
Æfli me [f]ecit.
Översättning till nusvenska:
Evli gjorde mig.
Mästarformel i formen av så kallad talande inskription på latin (formulerad som om dörren säger sin mästarens namn). Henrik Rantzau dokumenterade inskriptionen i 1597 men redan då en runa saknades.